# Ptolemaios (Sohn des Pyrrhos I.)
Ptolemaios (altgriechisch Πτολεμαῖος Ptolemaíos; * 295/94 v. Chr.; † 272 v. Chr. vor Sparta) war der älteste Sohn und Thronerbe des Königs Pyrrhos I. von Epiros und der Antigone aus der Dynastie der Aiakiden.
Ptolemaios wurde wenige Jahre nach der Verheiratung seiner Eltern um 295/94 v. Chr. geboren, da er 280 v. Chr. im Alter von fünfzehn Jahren genannt wird. Benannt wurde er zu Ehren des Ptolemaios I. von Ägypten, dem Stiefvater seiner Mutter und Unterstützer seines Vaters. Als Pyrrhos I. im Jahr 280 v. Chr. zum Krieg gegen Rom (Pyrrhischer Krieg) nach Italien übersetzte, ließ er Ptolemaios in der Regentschaft über Epiros zurück, wobei Ptolemaios II. von Ägypten als Garant für seinen Schutz auftrat. Als Pyrrhos 274 v. Chr. wieder heimkam, gelang Ptolemaios die Einnahme der Insel Kerkyra mit nur sechzig Mann. Danach zeichnete er sich durch tollkühne Aktion in einem Seegefecht aus, und während der Invasion Makedoniens vertrieb er den feindlichen König Antigonos Gonatas aus Thessaloniki.
Im Jahr 272 v. Chr. begleitete Ptolemaios seinen Vater auf den Feldzug gegen Sparta. Mit 2000 Galliern und Chaoniern stürmte er gegen die Befestigungen dieser Stadt, doch konnte sein Durchbruchsversuch von Akrotatos vereitelt werden. Als später Antigonos auf dem Weg nach Sparta befindlich war, zog Pyrrhos gegen diesen los; allerdings musste sich seine Nachhut unterwegs einer Attacke des spartanischen Königs Areus I. erwehren. Im Auftrag seines Vaters sollte Ptolemaios zusammen mit den Hetairen die Angegriffenen unterstützen, fiel aber im sich entspinnenden Gefecht. Kurz darauf fiel sein Vater im Kampf in Argos.